# 夷千島王遐叉
夷千島王 遐叉（えぞちしまおう かしゃ 又は えぞがちしまおう かひ、えぞがちしまおう カユーとも）とは、1482年に朝鮮に対して大蔵経を求める使者を送った名義人である。
『成宗実録』によると、1482年（文明14年、成宗13年）4月、朝鮮国王成宗に対し送られた日本国王（足利義政）使に同行して夷千島王使宮内卿が訪朝した。
「南閻浮州東海路夷千島王遐叉呈上朝鮮殿下」で始まる奉書を持参し、夷千島国が従来仏教を知らなかったのが日本と通交するようになって以降仏教が伝来し三百年余りとなったこと、大蔵経が日本にもないので欲しいこと、夷千島国は西辺で朝鮮辺境の野老浦と接しているので野老浦が朝鮮王に反逆した際は征伐できること等を伝えた。進物は「馬角一丁、錦一匹、練貫一匹、紅桃色綾一匹、紺布一匹、海草昆布二百斤」となっている。
夷千島王遐叉の正体を巡っては、高橋公明が1981年、アイヌの部族長説を唱えたことを契機に活発に新説が発表され、現在は海保嶺夫、遠藤巌の安東氏説、村井章介、高橋公明らによる安東氏の存在を前提とした偽使説、長節子による対馬島人による偽使説が並立している。
当時、国王を名乗らないと大蔵経をもらえなかったため、国王号を自称する者とその使者が横行した経緯があるとされる。また、『李朝実録』に記される進物の一つの「馬角」とは、トナカイの角とも考えられている。